# ميخائيل كوهن (لاعب كرة قدم)
ميخائيل كوهن (بالألمانية: Michael Kühn)‏ هو لاعب كرة قدم ألماني، ولد في 6 مايو 1963 في بوخوم في ألمانيا. لعب مع نادي بوخوم.

## وصلات خارجية
- ميخائيل كوهن على موقع قاعدة بيانات كرة القدم.إي يو (الإنجليزية)
- ميخائيل كوهن على موقع بيانات كرة القدم. دي إي (الألمانية)
- ميخائيل كوهن على موقع عالم كرة القدم.نت (الإنجليزية)